# Dúnedain
Dúnedainii sunt un popor din Pământul de Mijloc, descendenți ai Númenoreenilor, care au reușit să scape din Númenor înainte ca insula să se scufunde. Ei s-au refugiat în Pământul de Mijloc și au fondat regatul Eriadorului, conduși de Elendil, fii săi Isildur și Anárion și de urmașii acestora.